# لوز ماتشادو
لوز ماتشادو (بالإسبانية: Luz Machado) هي كاتِبة وصحفية وشاعرة فنزويلية، ولدت في 3 فبراير 1916 في سيوداد بوليفار في فنزويلا، وتوفيت في 11 أغسطس 1999 في كاراكاس في فنزويلا.